# Тролльгеттан (комуна)
Комуна Тролльгеттан (швед. Trollhättans kommun) — адміністративно-територіальна одиниця місцевого самоврядування, що розташована в лені Вестра-Йоталанд у південно-західній Швеції.
Тролльгеттан 208-а за величиною території комуна Швеції. Адміністративний центр комуни — місто Тролльгеттан.

## Населення
Населення становить 55 749 чоловік (станом на вересень 2012 року). 
| Кількість населення комуни Тролльгеттан за 1970-2010 роки | Кількість населення комуни Тролльгеттан за 1970-2010 роки | Кількість населення комуни Тролльгеттан за 1970-2010 роки | Кількість населення комуни Тролльгеттан за 1970-2010 роки | Кількість населення комуни Тролльгеттан за 1970-2010 роки |
| --------------------------------------------------------- | --------------------------------------------------------- | --------------------------------------------------------- | --------------------------------------------------------- | --------------------------------------------------------- |
| Рік                                                       |                                                           |                                                           | Населення                                                 |                                                           |
| 1970                                                      | 1970                                                      |                                                           | 48 626                                                    | 48 626                                                    |
| 1975                                                      | 1975                                                      |                                                           | 50 225                                                    | 50 225                                                    |
| 1980                                                      | 1980                                                      |                                                           | 49 600                                                    | 49 600                                                    |
| 1985                                                      | 1985                                                      |                                                           | 49 173                                                    | 49 173                                                    |
| 1990                                                      | 1990                                                      |                                                           | 51 047                                                    | 51 047                                                    |
| 1995                                                      | 1995                                                      |                                                           | 52 482                                                    | 52 482                                                    |
| 2000                                                      | 2000                                                      |                                                           | 52 891                                                    | 52 891                                                    |
| 2005                                                      | 2005                                                      |                                                           | 53 302                                                    | 53 302                                                    |
| 2010                                                      | 2010                                                      |                                                           | 55 248                                                    | 55 248                                                    |
| Джерело: SCB                                              |                                                           |                                                           |                                                           |                                                           |

## Населені пункти
Комуні підпорядковано 5 міських поселень (tätort) та низка сільських, більші з яких:
- Тролльгеттан (Trollhättan)
- Шунторп (Sjuntorp)
- Уппгерад (Upphärad)
- Веланда (Velanda)
- Вене-Осака (Väne-Åsaka)
- Ґарнвікен (Garnviken)
- Геден (Heden)

## Галерея

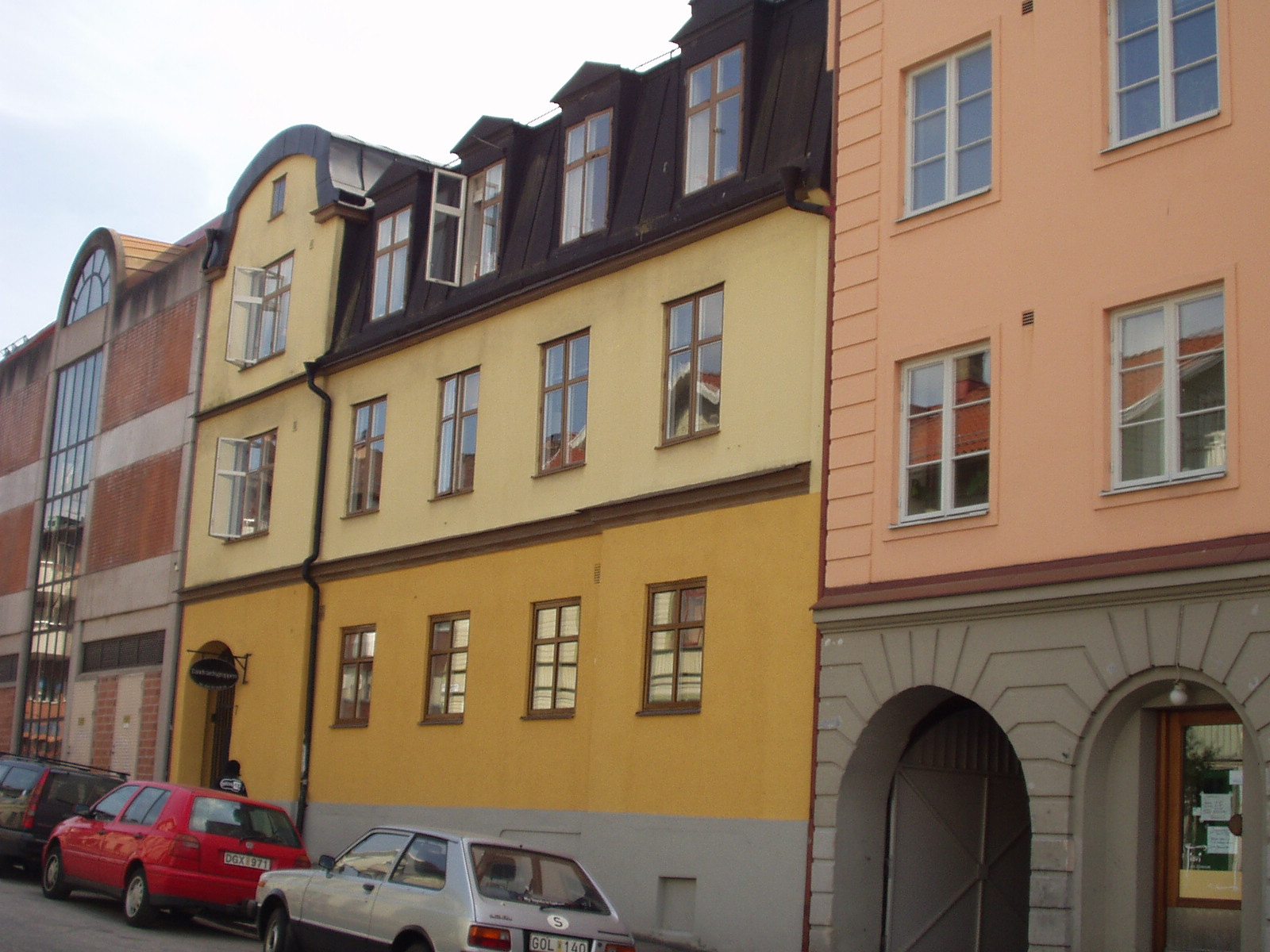
Тролльгеттан
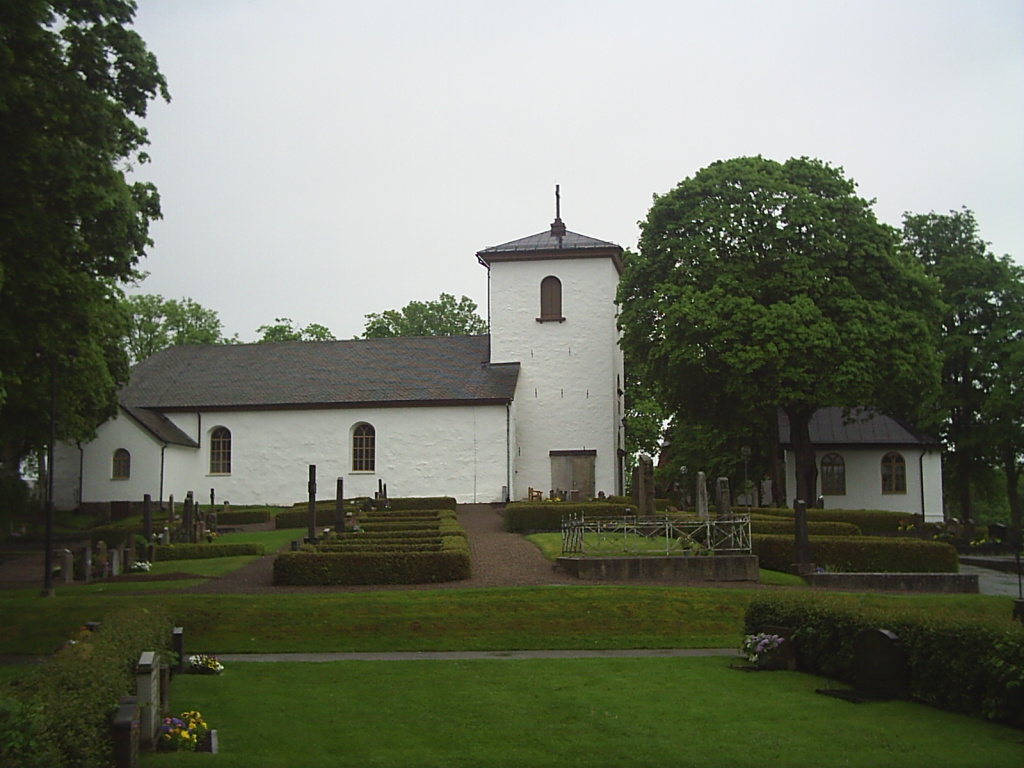
Церква (Вене-Осака)
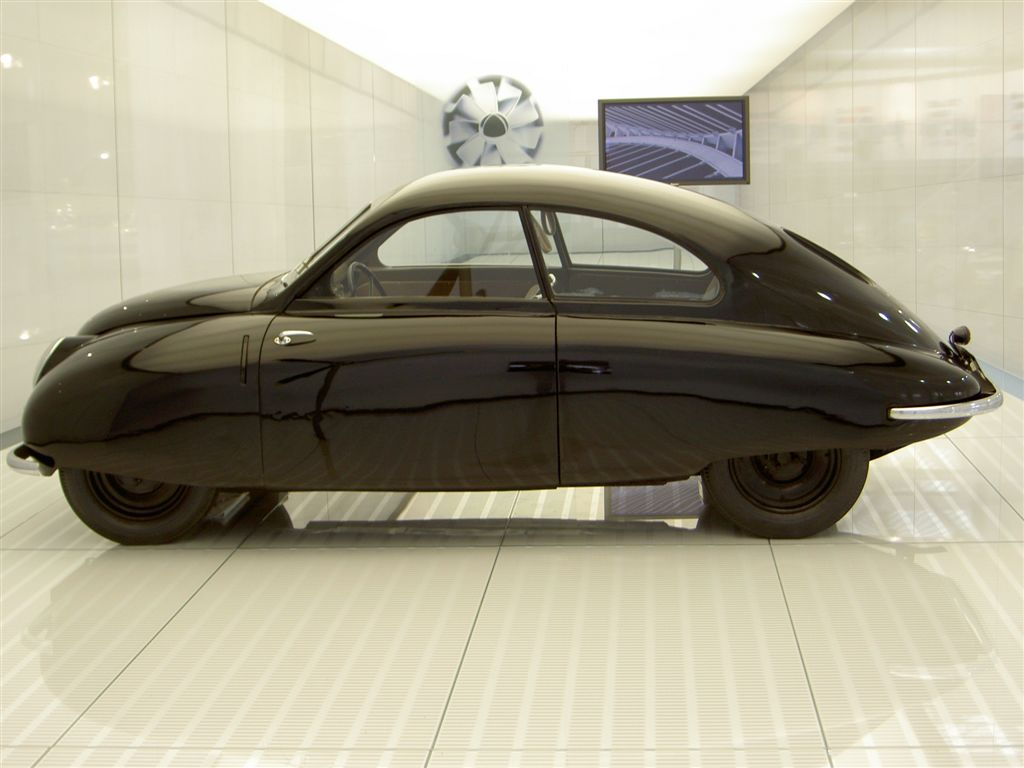
У музеї компанії СААБ (Тролльгеттан)
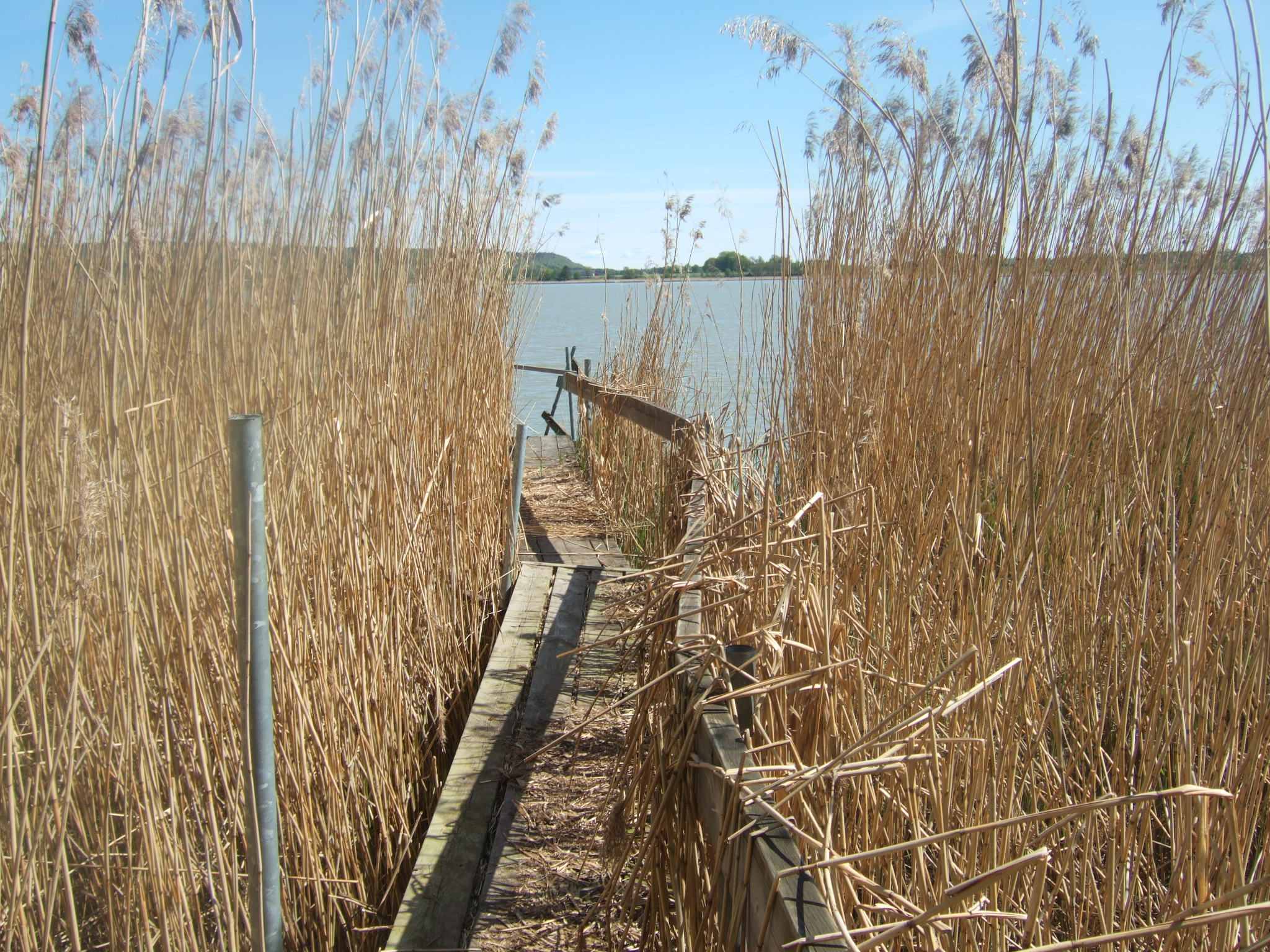
Озеро Гулльшен

## Виноски
1. ↑  Folkmangd i riket, lan och kommuner (шв.) . Центральне бюро статистики Швеції. Архів оригіналу за 20 серпня 2013. Процитовано 24 лютого 2013.